# 애니콜 가로본능8
가로본능8은 삼성전자에서 만든 휴대 전화인  모델명 : SCH-W350(SKT) / SPH-W3500(KTF) 의 다른 이름이다.
배우 진보라가 출연한 광고가 있다.

## 세부 모델
| 모델명    | 통신사   | 통신 방식 |
| --------- | -------- | --------- |
| SCH-W350  | SK텔레콤 | HSDPA     |
| SPH-W3500 | KT       | HSDPA     |